# Det er det
Det er det er navnet på Gnags' tredje studiealbum, udgivet i 1976. Det er som det første Gnags-album indspillet i eget pladestudie, Feedback-studiet.
Indspilningsprocessen for denne plade var ret primitiv, da Feedback-studiet på dette tidspunkt kun rådede over to almindelige spolebåndoptagere hver med to spor. Dette indebar, at man først indspillede f.eks. rytmegruppen samlet på den første båndoptager, hvorefter musikken blev spillet over på den anden båndoptager, hvor der samtidig tilføjedes flere instrumenter samt vokal. Dermed var der ikke mulighed for efterfølgende mixning.
Nummeret "Ulvetid" blev samme år også udgivet på Christianiapladen. "Når det bli'r til noget" og "Det er det" har nøjagtig den samme tekst, mens musikken i de to numre er forskellig. Teksten til "Jeg kan ikke bygge dit paradis" blev senere genanvendt til nummeret "Paradis" (dog med et ny strofe tilføjet) på det følgende album, La' det gro, igen med anderledes musik.

## Numre

### Side 1
1. "Når det bli'r til noget" (4:27)
2. "Intro" (1:10)
3. "Hvor vejene fører os hen" (5:40)
4. "Hvis jeg kunne..." (2:35)
5. "Jeg kan ikke bygge dit paradis" (4:20)
6. "En sommernat" (3:10)

### Side 2
1. "Ulvetid" (2:40)
2. "Det er vist på tide" (5:00)
3. "For glæden og kærligheden" (4:02)
4. "Det er det" (4:25)
5. "Helt om igen" (4:45)